# Діалекти албанської мови

Діалекти албанської мови по країнам Європи

Албанська мова складається з безлічі діалектів, проте провідними є два основних діалекти: Гегський і тоскський. Річка Шкумбіні розділяє зони двох діалектів: Гегський діалект поширений на півночі Албанії, тоскський — на півдні   .

## Історичні передумови
Ще до міграції слов'ян на Балкани в мові, якою розмовляли туги, назальний а трансформувався в шва, а n в интервокальной позиції став r . Ці відмінності вплинули на лексику протоалбанської мови і поклали початок поділу на два діалекти . У тоскському діалекті стали з'являтися латинські слова, видозмінюється під дією ротацизму — так, грецьке monachus (монах) перетворилося в murgu (mungu в родовому відмінку). Арабські, тюркські і слов'янські запозичення не зазнавали змін  . Давньогрецьких слів було відносно мало, оскільки протоалбанський міг розвиватися ближче до півночі від лінії Іречека, а розкол на два діалекти датується 1-м тисячоліттям н. е. 

## Гегський діалект
Гегський ділиться на чотири піддіалекти:
- північно-західний (Чорногорія, північний захід Косово і місто Печ, Лежачи, північно-західна Мірдіта, Пука і Шкодер)
- північно-східний (велика частина Косова, Прешево, Хас, північно-східна Мірдіта, Кукес, Тропоя, північне Тетово)
- центральний (Дебар, Гостивар, Круя, Пешкопія, південна Мірдіта, Мат, східна Струга , Куманово, південне Тетово)
- південний (Дуррес, північ Ельбасана і печіння, Кавая, північно-західна Струга , Тирана)

### Особливості
- Ніякого ротацизма: протоалбанської * -n- залишається -n- (râna — пісок)
- Прото-албанська * ō переходить в vo.
- Назальні голосні: * â і назальний a залишається â (nândë — дев'ять). Звук може передаватися, в залежності від діалекту, як [ɑ], [ɒ] або [ɔ] . Назальний зберігається на північному сході і північному заході в таких словах, як pesë (п'ять) — вимовляється [pɛs]. В інших поддіалектах гегського [pɛs] назальний відсутня.
- Монофтонгізація для деяких слів: voe [vø̞ː] (яйце) і hae [hɛ̞ː] (їжа).
- У гегському діалекті важлива тривалість голосного, в Шкодері від тривалості голосного залежить зміст — [pɛnˠ] (ярмо), [pɛːnˠ] (перо) і [pɛːːnˠ] (ярма) відрізняються тривалістю голосного (найдовший ближче до кінця).
- У деяких діалектах a може перетворюватися в дифтонг [bəaɫ] (ballë, лоб) або в [æ], як в [læɾɡ] (larg, далеко).
- Кінцева -ë випадає і подовжує попередню голосну.
- Голосна i в слові dhi (коза) передається різними способами в центральних діалектах: [ðəi] (Круя), [ðei] (Гірська Круя), [ðɛi] або [ðei] (Мат), в інших регіонах — [ðai] або [ ðɔi] .
- Голосна o передається як [ʌ] в деяких словах: [sʌt] (sot, сьогодні) в Круе і серед мусульман Шкодера.
- Голосна u передається різними способами: слово rrush (виноград) може читатися як [ruʃ], [rauʃ], [rɔuʃ], [rɔʃ] і [roʃ] .
- Голосна y може або зберігатися як y (в Гегы кажуть dy — два), переходити в i (в Дебарі кажуть [di]) або стати відкритою і менш округленими [ʏ̜] (для Мата і Гірської Круи). У центральному діалекті, в загальному, голосна переходить в [ø] і читається, як в слові sy (очей) [sø] (Мат і Круя).
- Буквосполучення bj і pj можуть замінюватися на bgj і pq (наприклад, «горошина» в Неготині — pqeshkë, а не pjeshkë).
- Буквосполучення bl, pl і fl замінюються на bj, pj і fj або на bgj і pq в деяких діалектах («старий» — pjak в Топлицы і pqak в Неготині при літературному варіанті plak).
- Буквосполучення dh і ll взаємозамінні.
- Звук h може випадати.
- Буквосполучення mb і nd передаються по-різному: слово nder (честь) читається як [ndɛɾ], [nd͉ɛɾ], [ⁿdɛɾ], [dɛɾ], [nɛɾ] і [nˠɛɾ] .
- У гегському діалекті q і gj передаються як палатальні [c] і [ɟ], постальвеолярны африкати [t͡ʃ] і [d͡ʒ] (на зразок албанських ç і xh), альвеоло-палатальні Африкат [t͡ɕ] і [d͡ʑ] або альвеоло-палатальні фрікатіви [ɕ] і [ʑ] .
- Буквосполучення tj і dj дають звуки [c] і [ɟ] в деяких діалектах.

## Перехідні діалекти
Перехідні діалекти характерні для південного Ельбасана, південного печіння, північно-західного Грамші, крайнього юна Каваї, півночі і заходу Лушню і півдня Лібразда, а також флазіанського і фалаздимського говорів.

### Особливості
- Ротацизм: протоалбанської * -n- переходить в -r- (râra — пісок).
- Протоалбанської * ō переходить в 'vo на заході або va в центрі і на сході.
- Іноді назальні голосні перестають бути назальними (rora — пісок, характерний говір Сулова), в деяких словах все ж залишаються (sŷ — очей, поширене в містечках Думре, Шпат, Сулова)
- Голосна â переходить в ô (ôma — смак, Сулова).
- У літеросполученні mb випадає b (koma — нога, при стандарті këmba).

## Тоскські діалекти
Тоскській ділиться на п'ять піддіалектів, на яких розмовляють, крім корінних албанців, громади Єгипту і Туреччини, а також арнаути на Україні в Одеській області:
- Північний (Берат, Фієра, крайній південь Ельбасана, Грамші, Колонья, Корча, Охер, Пермет, схід річки Вёза, південь Струги, Подграец, Преспа, Вльора).
- Лаберішт (південь Влёри, Дукат, Хімара, Маллакастра, Делвіна, захід річки Вёза, Гирокастра, Саранда)
- Чамскій (південна Саранда — Конісполь, Ксаміл, Маркат, Джарра — і частина північної Греції)
- Арнаутський (арваніти на півдні Греції, на Пелопоннесском півострові, в Аттиці, Еубое і на грецьких островах)
- Арберезький (нащадки албанців, що живуть на півдні Італії — Сицилія, Калабрія, Базіліката, Кампанія, Молізе, Абруцці, Апулія)

### Особливості
- Ротацизм: протоалбанської * -n- переходить -r- (rëra — пісок)
- Протоалбанської * ō переходить в va.
- Ніяких назальних голосних (sy — очей), протоалбанської * â і назальний a зливаються в ë (nëntë — дев'ять).
- Голосна e переходить в ë (qën замість qen на Воуз).
- Голосна ë вимовляється в залежності від діалекту: mëz (лоша) читається як [mʌz] в Вуно, ë заднього ряду характерний для лаберишта. Кінцева -ë випадає і подовжує попередню голосну.
- Голосна y переходить в i в лаберишті, чамському, Арнаутська і арберешському діалектах (di — два).
- Буквосполучення dh і ll взаємозамінні.
- Буква h випадає в деяких діалектах.
- Замість q і gj в чамском, арберешском і Арнаутська представлені буквосполучення kl і gl (замість gjuhë — «клей» — в чамському пишеться gluhë, в арберешському — gluhë, в Арнаутська — gljuhë; замість qumësht — «молоко» — в арберешському пишеться klumësh) .
- Буквосполучення rr скорочується до r.

## Порівняння
| стандарт      | Тоскський     | Гегський (захід/схід)          | Переклад             |
| ------------- | ------------- | ------------------------------ | -------------------- |
| Shqipëri      | Shqipëri      | Shqypní / Shqipni              | Албанія              |
| një           | nji           | nji / njâ / njo                | один                 |
| nëntë         | nëntë         | nândë / nânt / nân             | дев'ять              |
| është         | është         | âsht / â, osht / o             | є (дієслово-зв'язка) |
| bëj           | bëj           | bâj                            | я роблю              |
| emër          | emër          | êmën                           | ім'я                 |
| pjekuri       | pjekuri       | pjekuni                        | соковитість          |
| gjendje       | gjëndje       | gjêndje / gjênje               | стан                 |
| zog           | zog           | zog, zëq / zëç / zëg           | птах                 |
| mbret         | mbret         | mret / regj                    | король               |
| për të punuar | për të punuar | me punue / me punu, për t'punũ | працювати            |
| rërë          | rërë          | rânë                           | пісок                |
| qenë          | qënë          | kjênë / kênë / kânë            | бути                 |
| dëllinjë      | enjë          | bërshê                         | ялівець              |
| baltë         | llum          | lloq, llok                     | бруд                 |
| fshat         | fshat         | katun                          | село                 |
| qumësht       | qumësht       | tâmël / tâmbël                 | молоко               |
| cimbidh       | mashë         | danë                           | кочерга              |
| mundem        | mundem        | mûj / mûnem, munëm / mûnëm     | можу                 |
| vend          | vënd          | ven                            | місце                |
| dhelpër       | dhelpër       | skile / dhelpen                | лисиця               |